# Sant Gabriel del Mas d'en Girvés
Sant Gabriel del Mas d'en Girvés és la capella del Mas d'en Girvés, de la comuna de Llo, a la comarca de l'Alta Cerdanya, de la Catalunya del Nord.
Està situada a prop al sud del poble de Llo, a la dreta del Segre.
Es tracta d'una petita capella particular, integrada, com una estança més, a l'edifici principal del Mas d'en Girvés, l'actual establiment termal dels Banys de Llo.